# Баро (Шарант)
Баро (фр. Barro) је насељено место у Француској у региону Поату-Шарант, у департману Шарант.
По подацима из 2011. године у општини је живело 370 становника, а густина насељености је износила 34,74 становника/km².

## Демографија
| 1962. | 1968. | 1975. | 1982. | 1990. | 2011. |
| ----- | ----- | ----- | ----- | ----- | ----- |
| 254   | 223   | 206   | 231   | 258   | 370   |